# Ангьяри
Ангьяри (итал. Anghiari) — коммуна в Италии, расположена в области Тоскана, подчинена административному центру Ареццо (провинция).
Население коммуны, на 01.01.2024 года, составляет 5407 человек, плотность населения ─ 41,30 чел./км². Коммуна занимает площадь 130,92 км². Почтовый индекс — 52031. Телефонный код — 0575.
В коммуне особо почитаем святой Крест Господень, празднование 3 мая.

## Города-побратимы
| Страна, регион | Город-побратим                                     | Год установления связи |
| -------------- | -------------------------------------------------- | ---------------------- |
| Аргентина      | Ла-Плата                                           | с 1998                 |
| Россия         | Владимир http://www.vladimir-city.ru/international | с 2005                 |